# 铅皮顶监狱

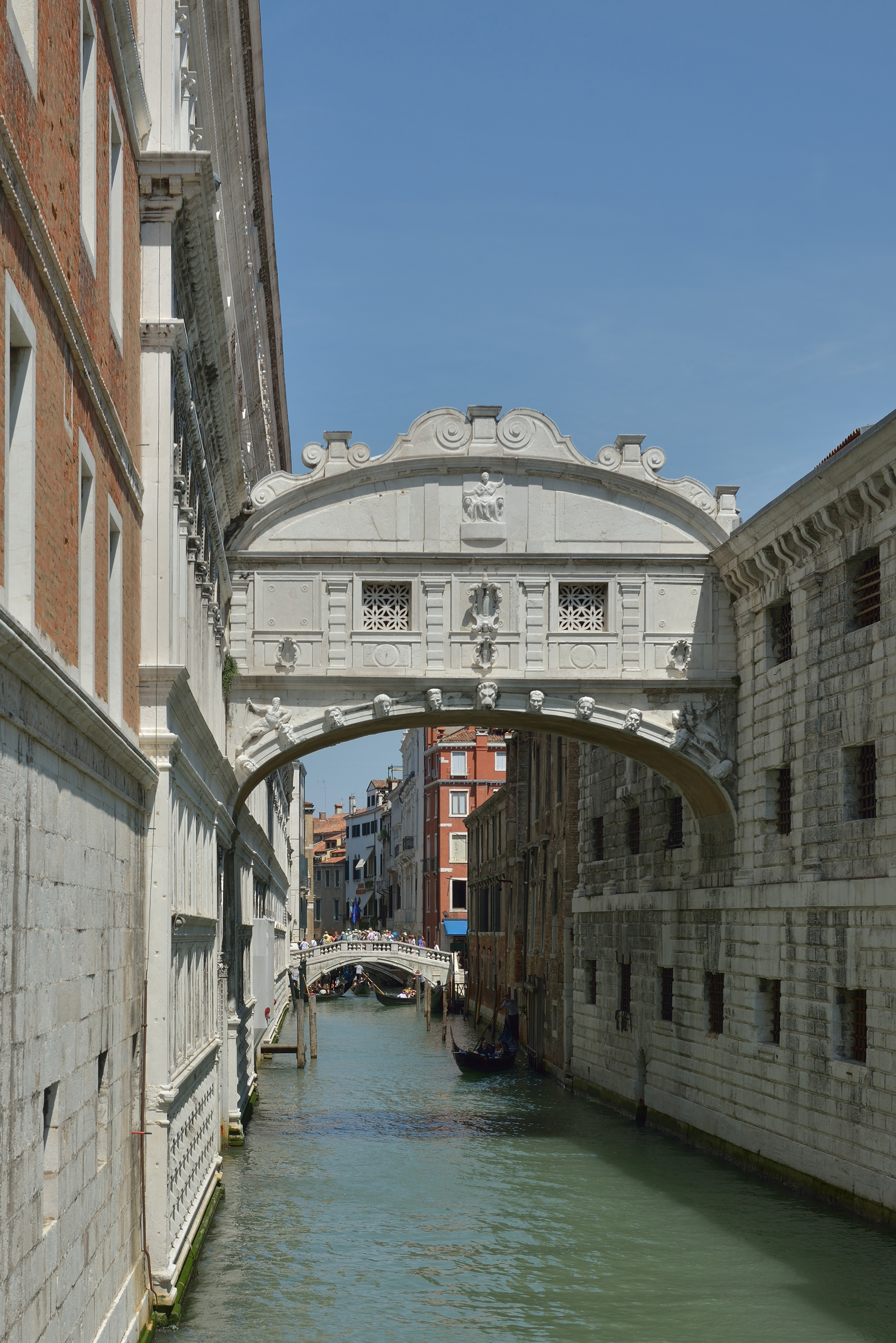
叹息桥与左侧的铅皮顶监狱

铅皮顶监狱（意大利语：Piombi）原是一座监狱，位于威尼斯总督宫内。监狱的名称，源于它直接位于总督宫屋顶下的位置，宫殿的屋顶覆盖着铅板。在冬天，这些铅板让这里冬季寒冷，夏季更加炎热，为囚犯们提供了恶劣的条件。
1756年，贾科莫·卡萨诺瓦从这座监狱逃出。他在1787年发表了他逃跑的故事。
除了位于总督宫内的旧监狱，还有宫殿河（Rio de Palazzo）对岸的新监狱。新监狱与总督宫内的旧监狱由叹息桥相连。